# هری ای. ریچاردسون
هری ای. ریچاردسون (به انگلیسی: Harry A. Richardson) سناتور سابق عضو حزب جمهوری‌خواه ایالات متحده آمریکا بود. وی در سال ۱۹۰۷ تا ۱۹۱۳ میلادی سناتور ایالت دلاویر در سنای ایالات متحده آمریکا بود.